# راتكو ملاديتش
راتكو ملاديتش (بالصربية: Ратко Младић) (مواليد 12 مارس 1942 في بوجانوفيتشي، دولة كرواتيا المستقلة) هو مجرم حرب مدان من صرب البوسنة والهرسك وعقيد قاد جيش جمهورية صرب البوسنة خلال حروب يوغوسلافيا. في عام 2017 أدين بارتكاب جرائم حرب وجرائم ضد الإنسانية وجرائم إبادة جماعية من قبل المحكمة الجنائية الدولية ليوغوسلافيا السابقة.
كان ملاديتش عضو منذ فترة طويلة في رابطة شيوعيي يوغوسلافيا وقد بدأ حياته المهنية في جيش يوغوسلافيا الشعبي في عام 1965. وقد برز في حروب يوغوسلافيا في البداية كضابط رفيع المستوى في جيش يوغوسلافيا الشعبي وفي وقت لاحق كرئيس للأركان العامة لجيش جمهورية صرب البوسنة في حرب البوسنة والهرسك 1992-1995. في يوليو 1996 أكدت المحكمة الابتدائية للمحكمة الجنائية الدولية ليوغوسلافيا السابقة التي بدأت في غياب ملاديتش بموجب القاعدة 61 للمحكمة الجنائية الدولية ليوغوسلافيا السابقة جميع التهم الواردة في لوائح الاتهام الأصلية ووجدت أن هناك أسباب معقولة للاعتقاد بأنه ارتكب الجرائم المزعومة وأصدرت مذكرة توقيف دولية. عرضت حكومتا صربيا والولايات المتحدة 5 ملايين يورو للحصول على معلومات تؤدي إلى اعتقال ملاديتش. ومع ذلك تمكن ملاديتش من البقاء طليقا لما يقرب من ستة عشر عام حيث تم إيوائه في البداية من قبل قوات أمن صربيا وصرب البوسنة والهرسك ثم من قبل الأسرة في وقت لاحق. في 26 مايو 2011 ألقي القبض عليه في لازاريفو بصربيا. اعتبر اعتقاله أحد الشروط المسبقة لمنح صربيا وضع المرشح لعضوية الاتحاد الأوروبي.
في 31 مايو 2011 تم تسليم ملاديتش إلى لاهاي حيث تمت معالجته في مركز الاحتجاز الذي يحتجز المشتبه بهم للمحكمة الجنائية الدولية ليوغوسلافيا السابقة. بدأت محاكمته رسميا في لاهاي في 16 مايو 2012. في 22 نوفمبر 2017 حكمت المحكمة الجنائية الدولية ليوغوسلافيا السابقة على ملاديتش بالسجن المؤبد بعد إدانته بـ 10 تهم وهي واحدة بالإبادة الجماعية وخمس جرائم ضد الإنسانية وأربعة من انتهاكات قوانين أو عادات الحرب. تمت تبرئته من تهمة واحدة تتعلق بالإبادة الجماعية. بصفته أكبر ضابط عسكري مسؤول عن القيادة اعتبرت المحكمة الجنائية الدولية ليوغوسلافيا السابقة ملاديتش مسؤول عن كل من حصار سراييفو ومذبحة سريبرينيتشا.

## بدايات حياته وعمله العسكري
ولد ملاديتش في بوجانوفيتشي في كالينوفيك في البوسنة والهرسك في 12 مارس 1942.
كان والده نيجا (1909-1945) عضو في أنصار يوغوسلافيا. قامت والدته ستانا (سابقا لالوفيتش 1919-2003) بتربية أطفالها الثلاثة ابنة ميليكا (مواليد 1940) وابناها راتكو وميليفوي (1944-2001) بنفسها بعد وفاة زوجها في عام 1945 خلال الحرب العالمية الثانية. كانت البوسنة والهرسك في ذلك الوقت جزء من دولة كرواتيا المستقلة وهي دولة فاشية بقيادة كرواتيا أوستاشا بين عامي 1941 و 1945 والتي تم إنشاؤها بعد غزو ألمانيا النازية وإيطاليا الفاشية وتقسيمها مملكة يوغوسلافيا في عام 1941. قُتل والد ملاديتش نيجا في العمل (في عيد ميلاد ملاديتش الثالث) أثناء قيادته لهجوم حزبي على القرية الأصلية لزعيم أوستاشا أنتي بافليتش في عام 1945.
عند الانتهاء من المدرسة الابتدائية عمل ملاديتش في سراييفو كصائغ أبيض لشركة تيتو. التحق بمدرسة الصناعة الحربية في زيمون عام 1961. ثم التحق بعد ذلك بالأكاديمية العسكرية وأكاديمية الضباط بعدها. بعد تخرجه في 27 سبتمبر 1965 بدأ ملاديتش حياته المهنية في جيش يوغوسلافيا الشعبي. في نفس العام انضم إلى عصبة الشيوعيين في يوغوسلافيا وظل عضو حتى تفكك الحزب في عام 1990.
بدأ ملاديتش وظيفته الأولى كضابط في سكوبي في 4 نوفمبر 1965 حيث كان قائد وأصغر جندي في وحدته. ابتداء من رتبة ملازم ثاني في أبريل 1968 أثبت أنه ضابط متمكن حيث قاد أولا فصيلة (مايو 1970) ثم كتيبة (27 نوفمبر 1974) ثم لواء. في سبتمبر 1976 بدأ ملاديتش تعليمه العسكري العالي في «أكاديمية القيادة والأركان» في بلغراد وحصل على المركز الأول بدرجة 9.57 (من 10).
في 25 ديسمبر 1980 أصبح ملاديتش برتبة مقدم. ثم في 18 أغسطس 1986 أصبح عقيد ومقره في شتيب. أنهى سنة إضافية من التعليم العسكري في سبتمبر 1986. في 31 يناير 1989 تمت ترقيته إلى رئيس قسم التعليم في المنطقة العسكرية الثالثة في سكوبي. في 14 يناير 1991 تمت ترقيته مرة أخرى إلى منصب نائب القائد في بريشتينا.

## دوره في حروب يوغوسلافيا

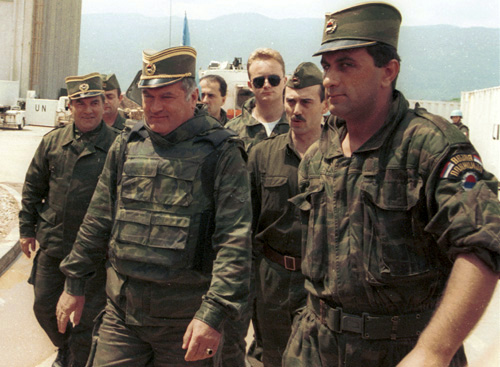
الجنرال ملاديتش (وسط) يصل لإجراء محادثات بوساطة الأمم المتحدة في مطار سراييفو، يونيو 1993.

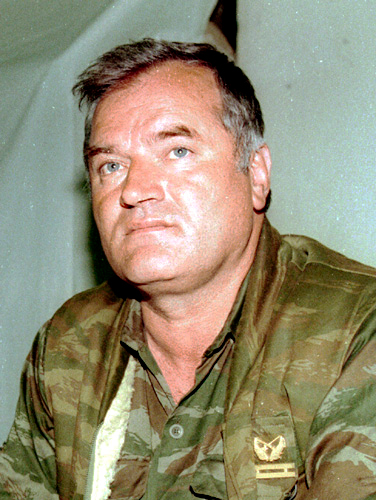
الجنرال راتكو ملاديتش خلال محادثات بوساطة الأمم المتحدة في مطار سراييفو، يونيو 1993.

في يونيو 1991 تمت ترقية ملاديتش إلى نائب قائد فيلق بريشتينا في مقاطعة كوسوفو المتمتعة بالحكم الذاتي الاشتراكي في وقت يشهد توتر شديد بين صرب كوسوفو وأغلبية سكان كوسوفو من الألبان. في ذلك العام تسلم ملاديتش قيادة الفيلق التاسع وقاد هذا التشكيل ضد القوات الكرواتية في كنين عاصمة جمهورية كرايينا الصربية المعلنة من جانب واحد.
في 4 أكتوبر 1991 رقي إلى رتبة لواء. شاركت قوات جيش يوغوسلافيا الشعبي تحت قيادته في الحرب الكرواتية ولا سيما خلال عملية الساحل 91 في محاولة لعزل دالماتيا عن بقية كرواتيا مما أدى إلى طريق مسدود (الكروات سيطروا على الساحل بأكمله بالقرب من زادار وشيبينيك وكرايينا الصربية وسعت أراضيها في المناطق النائية). من بين العمليات المبكرة الأخرى ساعد ملاديتش ميليشيا ميلان مارتيتش في عام 1991 حصار كييفو ومعركة زادار.
في 24 أبريل 1992 تمت ترقية ملاديتش إلى رتبة مقدم. في 2 مايو 1992 بعد شهر واحد من إعلان استقلال البوسنة والهرسك حاصر ملاديتش وجنرالاته مدينة سراييفو وأغلقوا جميع حركة المرور داخل وخارج المدينة وكذلك المياه والكهرباء. بدأ هذا حصار سراييفو الذي دام أربع سنوات وهو أطول حصار لمدينة في تاريخ الحرب الحديثة. وقصفت المدينة بالقذائف ونيران القناصة. في 9 مايو 1992 تولى منصب رئيس الأركان / نائب قائد القيادة الثانية للمنطقة العسكرية لجيش يوغوسلافيا الشعبي في سراييفو. في اليوم التالي تولى ملاديتش قيادة المنطقة العسكرية الثانية لجيش يوغوسلافيا الشعبي. في 12 مايو 1992 ردا على انفصال البوسنة والهرسك عن يوغوسلافيا صوت برلمان صرب البوسنة والهرسك لإنشاء جيش جمهورية صرب البوسنة. وفي الوقت نفسه تم تعيين ملاديتش قائد لهيئة الأركان الرئيسية لجيش جمهورية صرب البوسنة وهو المنصب الذي شغله حتى ديسمبر 1996. وخلال الدورة السادسة عشرة لجمعية صرب البوسنة والهرسك في 12 مايو 1992 أعلن رادوفان كاراديتش «أهدافه الاستراتيجية الستة» بما في ذلك «ترسيم حدود الدولة منفصلة عن الطائفتين القوميتين الأخريين» و«ممر بين سيمبريا وكرايينا» و«إنشاء ممر في وادي نهر درينا واستئصال نهر درينا كحدود بين الولايات الصربية». ثم قال ملاديتش:
في مايو 1992 بعد انسحاب قوات جيش يوغوسلافيا الشعبي من البوسنة والهرسك أصبحت المنطقة العسكرية الثانية لجيش يوغوسلافيا الشعبي نواة لهيئة الأركان الرئيسية لجيش جمهورية صرب البوسنة. في 24 يونيو 1994 تمت ترقيته إلى رتبة عقيد لأكثر من 80.000 جندي متمركزين في المنطقة.
في يوليو 1995 اجتاحت القوات بقيادة ملاديتش التي تعرضت لضربات جوية لحلف شمال الأطلسي بهدف فرض الامتثال لإنذار الأمم المتحدة بإزالة الأسلحة الثقيلة من منطقة سراييفو واحتلت «المناطق الآمنة» التابعة للأمم المتحدة في سريبرينيتشا وسيبا. في سريبرينيتشا تم طرد أكثر من 40.000 بوسني كانوا قد بحثوا عن الأمان هناك. قُتل ما يقدر بنحو 8300 بأمر من ملاديتش. في 4 أغسطس 1995 مع قوة عسكرية كرواتية ضخمة تستعد لمهاجمة المنطقة التي يسيطر عليها الصرب في وسط كرواتيا أعلن رادوفان كاراديتش عزل ملاديتش من منصبه ويتولى بنفسه القيادة الشخصية لجيش جمهورية صرب البوسنة. ألقى كاراديتش باللوم على ملاديتش في خسارة مدينتين صربيتين رئيسيتين في غرب البوسنة والهرسك اللتين سقطتا مؤخرا في أيدي الجيش الكرواتي واستخدم خسارة المدن كذريعة للإعلان عن تغييراته المفاجئة في هيكل القيادة. تم تخفيض رتبة ملاديتش إلى رتبة «مستشار». رفض الرحيل بهدوء مدعيا دعم كل من جيش صرب البوسنة والهرسك وكذلك الشعب. ورد كاراديتش بشجب ملاديتش باعتباره «مجنون» ومحاولة إزالة رتبته السياسية لكن الدعم الشعبي الواضح لملاديتش أجبر كاراديتش على إلغاء الأمر في 11 أغسطس. أدت أفعاله خلال الحرب إلى أن أطلق عليه الكثيرون لقب «جزار البوسنة والهرسك».
تم تسجيل العديد من محادثات ملاديتش خلال الحرب:
في 8 نوفمبر 1996 قامت بيليانا بلافسيك رئيس جمهورية صرب البوسنة بإقالة ملاديتش من منصبه. واستمر في الحصول على معاش حتى نوفمبر 2005.

## لائحة الاتهام من قبل المحكمة الجنائية الدولية ليوغوسلافيا السابقة

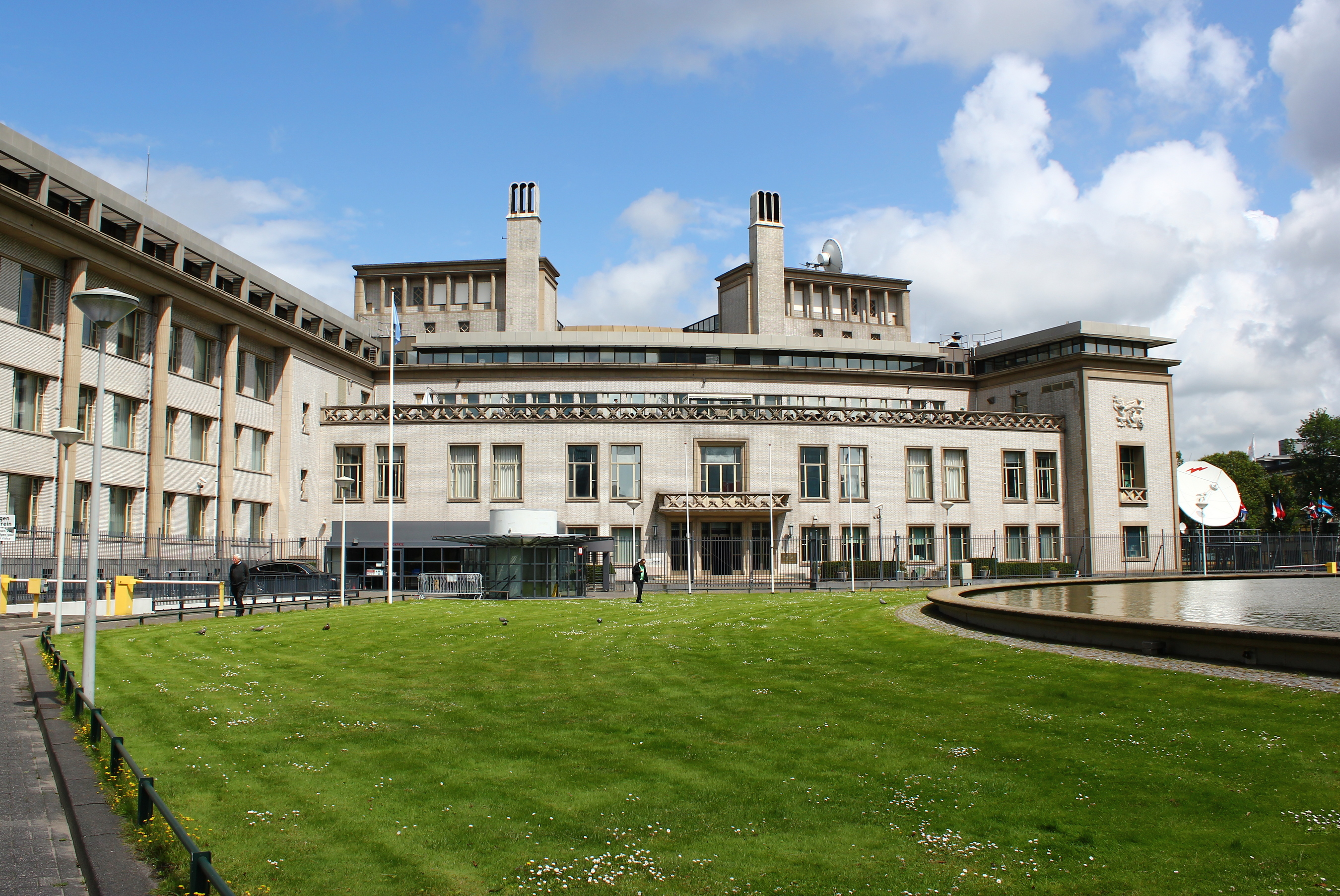
مبنى المحكمة الجنائية الدولية ليوغوسلافيا السابقة في لاهاي.

في 24 يوليو 1995 وجهت المحكمة الجنائية الدولية ليوغوسلافيا السابقة لائحة اتهام إلى ملاديتش بارتكاب جرائم الإبادة الجماعية والجرائم ضد الإنسانية والعديد من جرائم الحرب (بما في ذلك الجرائم المتعلقة بحملة القنص المزعومة ضد المدنيين في سراييفو). في 16 نوفمبر 1995 تم توسيع التهم لتشمل اتهامات بارتكاب جرائم حرب للهجوم على المنطقة الآمنة التي أعلنتها الأمم المتحدة في سريبرينيتشا في يوليو 1995.
هارب من المحكمة الجنائية الدولية ليوغوسلافيا السابقة وكان يشتبه في أنه يختبئ إما في صربيا أو في جمهورية صرب البوسنة. وبحسب ما ورد شوهد ملاديتش وهو يحضر مباراة كرة قدم بين الصين ويوغوسلافيا في بلغراد في مارس 2000. دخل من خلال مدخل لكبار الشخصيات وجلس في صندوق خاص محاط بثمانية حراس شخصيين مسلحين. كانت هناك مزاعم بأنه شوهد في إحدى ضواحي موسكو وأنه زار «بانتظام» ثيسالونيكي وأثينا مما أثار الشكوك حول إرسال العديد من التقارير المزيفة لتغطية أثره. ذكرت بعض التقارير أنه لجأ إلى مخبأه في زمن الحرب في هان بييساك ليس بعيدا عن سراييفو أو في الجبل الأسود.
في أوائل فبراير 2006 تم تسريب أجزاء من تقرير المخابرات العسكرية الصربية إلى صحيفة بوليتيكا الصربية التي ذكرت أن ملاديتش كان مختبئا في جيش جمهورية صرب البوسنة ومنشآت الجيش اليوغوسلافي حتى 1 يونيو 2002 عندما أقرت الجمعية الوطنية لصربيا قانون يفرض التعاون مع المحكمة الجنائية الدولية ليوغوسلافيا السابقة في لاهاي. طلب الرئيس العام للجيش اليوغوسلافي آنذاك نيبويشا بافكوفيتش من ملاديتش إخلاء المنشأة التي كان يقيم فيها في جبل بوفلين بالقرب من فاليفو وبعد ذلك ادعت الوكالات العسكرية الصربية أنها فقدت كل أثر له.
في البداية عاش ملاديتش بحرية في بلغراد. بعد إلقاء القبض على سلوبودان ميلوسيفيتش في عام 2001 اختبأ ملاديتش لكنه كان لا يزال محمي من قبل أجهزة الأمن الصربية والجيش. أدى فشل صربيا في تقديم ملاديتش إلى العدالة إلى إلحاق ضرر جسيم بعلاقتها مع الاتحاد الأوروبي.
في عام 2004 قام بادي أشداون الممثل السامي للأمم المتحدة في البوسنة والهرسك آنذاك بإقالة 58 مسؤول من مناصبهم بسبب الشكوك في أنهم ساعدوا المشتبه بهم في جرائم الحرب بما في ذلك ملاديتش وكاراديتش على الإفلات من القبض عليهم. وتعرض بعض المسؤولين لحظر سفر وتم تجميد حساباتهم المصرفية. تم رفع الحظر في وقت لاحق بعد القبض على ملاديتش.
في نوفمبر 2004 أقر مسؤولو دفاع بريطانيون أنه من غير المرجح أن ينجح العمل العسكري في تقديم ملاديتش وغيره من المشتبه بهم إلى المحاكمة. في أحد أيام الشتاء واجهت القوات البريطانية التابعة للأمم المتحدة التي تحمل أسلحة نارية الجنرال الذي كان يتزلج على الجليد في منتجع التزلج الأولمبي السابق في سراييفو لكنه لم يقم بأي تحرك من أجل مواجهة بنادقهم بينما يتزلج خلف ملاديتش أربعة حراس شخصيين. على الرغم من مذكرة لاهاي الصادرة عنه قرر الجنود البريطانيون الاستمرار في التزلج. أرسل الناتو في وقت لاحق قوات كوماندوس لاعتقال العديد من المشتبه في ارتكابهم جرائم حرب لكن ملاديتش ذهب ببساطة إلى العمل السري. أي مبلغ من إجراءات الناتو أو مطالب الأمم المتحدة أو حتى منحة بقيمة 5 ملايين دولار أعلنتها واشنطن يمكن أن تجلبه.
تم الكشف في ديسمبر 2004 أن جيش جمهورية صرب البوسنة كان يؤوي ملاديتش ويحميها حتى صيف عام 2004 على الرغم من المناشدات المتكررة والعامة للتعاون مع المحكمة الجنائية الدولية ليوغوسلافيا السابقة والقبض على مجرمي الحرب. في 6 ديسمبر قال الناتو إن ملاديتش زار مخبأه في زمن الحرب خلال الصيف للاحتفال بيوم جيش جمهورية صرب البوسنة.
في يونيو 2005 زعمت صحيفة تايمز أن ملاديتش طالب بتعويض قدره 5 ملايين دولار (2.75 مليون جنيه إسترليني) يُمنح لعائلته وحراسه الشخصيين إذا سلم نفسه للمحكمة الجنائية الدولية ليوغوسلافيا السابقة في لاهاي. في يناير 2006 وجهت محكمة في بلغراد لائحة اتهام إلى 10 أشخاص بمساعدة ملاديتش في الاختباء من 2002 إلى يناير 2006. أظهر تحقيق أن ملاديتش قضى وقته في نيو بلغراد إحدى ضواحي العاصمة.
أفيد خطأً في 21 فبراير 2006 أن ملاديتش قد قُبض عليه في بلغراد وكان يُنقل عبر توزلا إلى محكمة الحرب التابعة للمحكمة الجنائية الدولية ليوغوسلافيا السابقة. ونفت الحكومة الصربية الاعتقال. لم تنكر الحكومة شائعات عن مخطط استسلام تفاوضي بين ملاديتش والقوات الخاصة الصربية. ادعت الحكومة الرومانية والمصادر الصربية في 22 فبراير 2006 أن ملاديتش اعتقل في رومانيا بالقرب من دروبيتا تورنو سيفيرين بالقرب من الحدود الصربية من خلال عملية خاصة رومانية بريطانية مشتركة نفذتها قوات تلك الدول المعنية. ومع ذلك نفت المدعية العامة للمحكمة الجنائية الدولية ليوغوسلافيا السابقة كارلا ديل بونتي الشائعات القائلة بإلقاء القبض على ملاديتش قائلة إنها: «ليس لها أي أساس على الإطلاق». وحثت ديل بونتي الحكومة الصربية على تحديد مكانه دون مزيد من التأخير قائلة إن ملاديتش كان في متناول السلطات الصربية وكان في صربيا منذ عام 1998. وقالت إن عدم القبض عليه سيضر بمحاولة صربيا للانضمام إلى الاتحاد الأوروبي. 1 مايو 2006 الموعد النهائي الذي حددته ديل بونتي لصربيا لتسليم ملاديتش مر مما أدى إلى تعليق المحادثات بين صربيا والاتحاد الأوروبي. اعتبر الاتحاد الأوروبي اعتقال ملاديتش جنبا إلى جنب مع التعاون الكامل مع المحكمة الجنائية الدولية ليوغوسلافيا السابقة شروط مسبقة يجب الوفاء بها قبل أن تتمكن صربيا من الانضمام إلى المنظمة.
في يوليو 2008 أعرب المسؤولون الصرب عن قلقهم من أن ملاديتش سيأمر أو أمر حراسه الشخصيين بقتله لمنعهم من القبض عليه ليواجه المحاكمة.
استنادا إلى استطلاع مارس 2009 للمنظمات غير الحكومية التسويق الاستراتيجي لمحطة التلفزيون بي 92 والذي شارك فيه 1050 مستجيب فإن 14٪ من مواطني صربيا سيكشفون عن معلومات من شأنها أن تؤدي إلى اعتقاله مقابل مليون يورو و21٪ لم يكن لديهم قرار محدد و65٪ لن يفصحوا عن معلومات بقيمة مليون يورو (تم إجراء الاستطلاع عندما أصدرت سفارة الولايات المتحدة مكافأة قدرها 1.3 مليون يورو مقابل أي معلومات عن ملاديتش). ومع ذلك لوحظ أن صياغة السؤال ربما كانت مشكلة حيث أن عينات الاقتراع التي اختارت «لا» تضمنت أيضا أولئك الذين سيبلغون عن ملاديتش على الفور دون مقابل معتقدين أن الدفع في هذه الحالة غير أخلاقي. على الرغم من أن التقارير السابقة أشارت إلى أن 47٪ أيدوا التسليم إلا أنه كان من الواضح أن معظم السكان كانوا ضده. وفقا لاستطلاع أجرته اللجنة الوطنية للتعاون مع المحكمة الجنائية الدولية ليوغوسلافيا السابقة فإن 78٪ من المستطلعين رفضوا إبلاغ السلطات بملاديتش فيما يعتقد 40٪ أنه بطل. فقط 34٪ قالوا إنهم سيوافقون على اعتقال ملاديتش.
في 11 يونيو 2009 بثت محطة تلفزيونية بوسنية مقاطع فيديو لملاديتش تم تصويرها على مدار العقد الماضي. آخر فيديو ظهر في العرض 60 دقيقة أظهر ملاديتش مع امرأتين زُعم أنه تم تصويره في شتاء عام 2008. ومع ذلك لم يقدم مقدمو التلفزيون أي دليل على ذلك. صرحت صربيا بأنه «من المستحيل» أن يتم تصوير مقاطع الفيديو في عام 2008. وأكد راسم ليايتش الوزير الصربي المسؤول عن التعاون مع محكمة الأمم المتحدة أن اللقطات كانت قديمة وتم تسليمها بالفعل إلى المحكمة الجنائية الدولية ليوغوسلافيا السابقة في مارس 2009. زعم ليايتش أن «آخر مقطع فيديو معروف تم التقاطه قبل ثماني سنوات. آخر مرة كان فيها ملاديتش في مقر عسكري كان في ثكنات جيش كرتشماري بالقرب من بلدة الصربية الغربية فاليفو في 1 يونيو 2002». تُظهر الصور غير المرئية من قبل ملاديتش في العديد من المطاعم والشقق وفي ما يبدو أنه ثكنات عسكرية في صربيا وبصحبته دائما زوجته بوسا وابنه داركو.
في 16 يونيو 2010 تقدمت أسرة ملاديتش بطلب لإعلان وفاته بدعوى أنه كان في حالة صحية سيئة وغائب لمدة سبع سنوات. إذا تمت الموافقة على الإعلان لكانت زوجة ملاديتش قادرة على تحصيل معاش الدولة وبيع ممتلكاته. في ذلك الوقت كان ملاديتش يختبئ في منزل تملكه أسرته.
في أكتوبر 2010 كثفت صربيا من المطاردة من خلال زيادة مكافأة أسر ملاديتش من 5 ملايين يورو إلى 10 ملايين يورو.

## القبض عليه ومحاكمته وإدانته

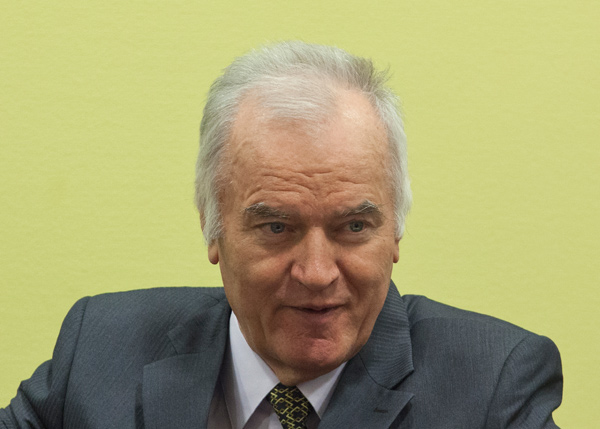
ملاديتش في المحكمة، مايو 2012.

اعتقل ملاديتش في 26 مايو 2011 في لازاريفو شمال صربيا. تم توقيفه من قبل عشرين ضابطا من الشرطة الخاصة الصربية يرتدون زيا أسود وأقنعة ولا يرتدون أي شارة. ورافق رجال الشرطة عملاء من وكالة المعلومات الأمنية ومكتب نيابة جرائم الحرب. دخل الضباط القرية في أربع سيارات دفع رباعي في ساعات الصباح الباكر بينما كان معظم السكان نائمين. أزالوا ما يصل إلى أربعة منازل في وقت واحد كل منها مملوك لأقارب ملاديتش. كان ملاديتش على وشك الدخول إلى الفناء في نزهة على الأقدام بعد أن أيقظه الألم عندما قفز أربعة ضباط من فوق السياج واقتحموا المنزل بمجرد تحركه نحو الباب وأمسكوا بملاديتش وطرحوه على الأرض وطالبوه بالتعريف عن نفسه. عرف ملاديتش نفسه بشكل صحيح وسلم مسدسين كان يحملهما. ثم اقتيد إلى بلغراد. تم القبض على ملاديتش في منزل ابن عمه برانيسلاف ملاديتش في شارع 2 فوكا كاراديتش.
تم التعرف على برانيسلاف كمشتبه به محتمل قبل شهرين على الأقل وكان تحت المراقبة حتى اعتقاله. بعد بعض الشكوك الأولية حول هوية المعتقل أكد الرئيس الصربي بوريس تاديتش في مؤتمر صحفي أنه ملاديتش وأعلن أن عملية تسليمه إلى المحكمة الجنائية الدولية ليوغوسلافيا السابقة جارية. كان ملاديتش يستخدم الاسم المستعار «ميلوراد كوماديتش» عندما كان مختبئا. لم يكن ملاديتش مطلق لحية أو أي قناع. وبحسب ما ورد أظهر مظهره أنه «تقدم في السن بشكل كبير» وأن أحد ذراعيه أصيب بالشلل بسبب سلسلة من السكتات الدماغية.
بعد إلقاء القبض عليه مثل ملاديتش أمام محكمة بلغراد العليا لجلسة استماع بشأن ما إذا كان لائق لتسليمه إلى لاهاي. أوقف القاضي ميلان ديلباريتش الاستجواب بسبب حالته الصحية السيئة. قال محامي ملاديتش ميلوش شالييتش إن حالته الصحية السيئة منعته من التواصل بشكل صحيح. يُزعم أنه لم يتمكن من تأكيد بياناته الشخصية لكنه حاول التحدث إلى المدعين العامين في عدة مناسبات وخاصة مع نائب المدعي العام لجرائم الحرب برونو فيكاريتش.
ومع ذلك قضت المحكمة بأنه لائق للتسليم في 27 مايو. وبحسب وزارة الصحة الصربية وصف فريق من أطباء السجن حالته الصحية بأنها مستقرة بعد الفحوصات. كما زار ملاديتش في السجن وزير الصحة زوران ستانكوفيتش وهو صديق سابق. تم تسليم ملاديتش إلى لاهاي في 31 مايو 2011 وبدأت محاكمته رسميا في لاهاي في 16 مايو 2012. كما نجا ملاديتش من نوبة قلبية أصيب بها عندما كان في وحدة احتجازه في 23 ديسمبر 2013.
تم القبض على ملاديتش في نفس اليوم الذي زارت فيه ممثلة الاتحاد الأوروبي كاثرين أشتون بلغراد. أدى اعتقاله إلى تحسين العلاقات مع الاتحاد الأوروبي الذي كان يشعر بالقلق من أن صربيا كانت تؤوي ملاديتش. في يوليو 2015 قالت وسائل الإعلام إنه «يحاول العثور على ضابط نرويجي ليحضر إلى لاهاي ليشهد» في المحاكمة.
في عام 2017 أدانت المحكمة الجنائية الدولية ليوغوسلافيا السابقة ملاديتش في 10 تهم: إبادة جماعية وخمس جرائم ضد الإنسانية وأربع انتهاكات لقوانين أو أعراف الحرب. تمت تبرئته من تهمة واحدة تتعلق بالإبادة الجماعية. بصفته ضابط عسكري كبير مع مسؤولية القيادة اعتبر ملاديتش مسؤول عن كل من حصار سراييفو ومذبحة سريبرينيتشا من قبل المحكمة الجنائية الدولية ليوغوسلافيا السابقة. حكمت المحكمة الجنائية الدولية ليوغوسلافيا السابقة على ملاديتش بالسجن المؤبد.
في عام 2018 أثناء عملية الاستئناف تم تغيير ثلاثة من القضاة الخمسة في محكمة الاستئناف من قبل آلية المحكمتين الجنائيتين الدوليتين لأنهم «يبدون متحيزين» معتبرين أنهم قدموا سابقا بعض الاستنتاجات المرتبطة لملاديتش في قضايا أخرى في لاهاي.
في يناير 2019 وافقت محكمة الاستئناف التمهيدية جزئيا على طلب الادعاء وأصدرت ثلاثة من أصل خمسة التماسات قدمها ملاديتش لتقديم أدلة جديدة. في 7 يونيو 2019 طلب ملاديتش تمديد طلبات الاستئناف التي قدمها وتم قبولها. في 13 يونيو 2019 أُعلن في مؤتمر الحالة أن ملاديتش قد تم تشخيصه ب«عدم انتظام ضربات القلب غير المؤذي» ولم يبدأ أيضا تحديد موعد لجلسات الاستئناف المحتملة. في 10 يوليو 2019 نُقل ملاديتش إلى المستشفى بعد تعرضه لخوف صحي لكنه خرج بعد ذلك وأُعيد إلى وحدة الاحتجاز في لاهاي في 12 يوليو بعد أن تبين أن المرض لا يهدد الحياة وليس علامة على زيادة مشاكل القلب.
عُقدت جلسة الاستئناف الأولى يومي 25 و 26 أغسطس 2020. في 3 سبتمبر 2020 صوتت هيئة القضاة المكونة من خمسة قضاة الذين يمثلون محكمة الاستئناف بأربعة أصوات مقابل صوت واحد لرفض طلب ملاديتش بالاستشفاء في المستقبل خارج مركز احتجازه في لاهاي. في 8 يونيو 2021 رُفض استئناف ملاديتش النهائي وتأكد الحكم بالسجن المؤبد.

## الحياة الشخصية

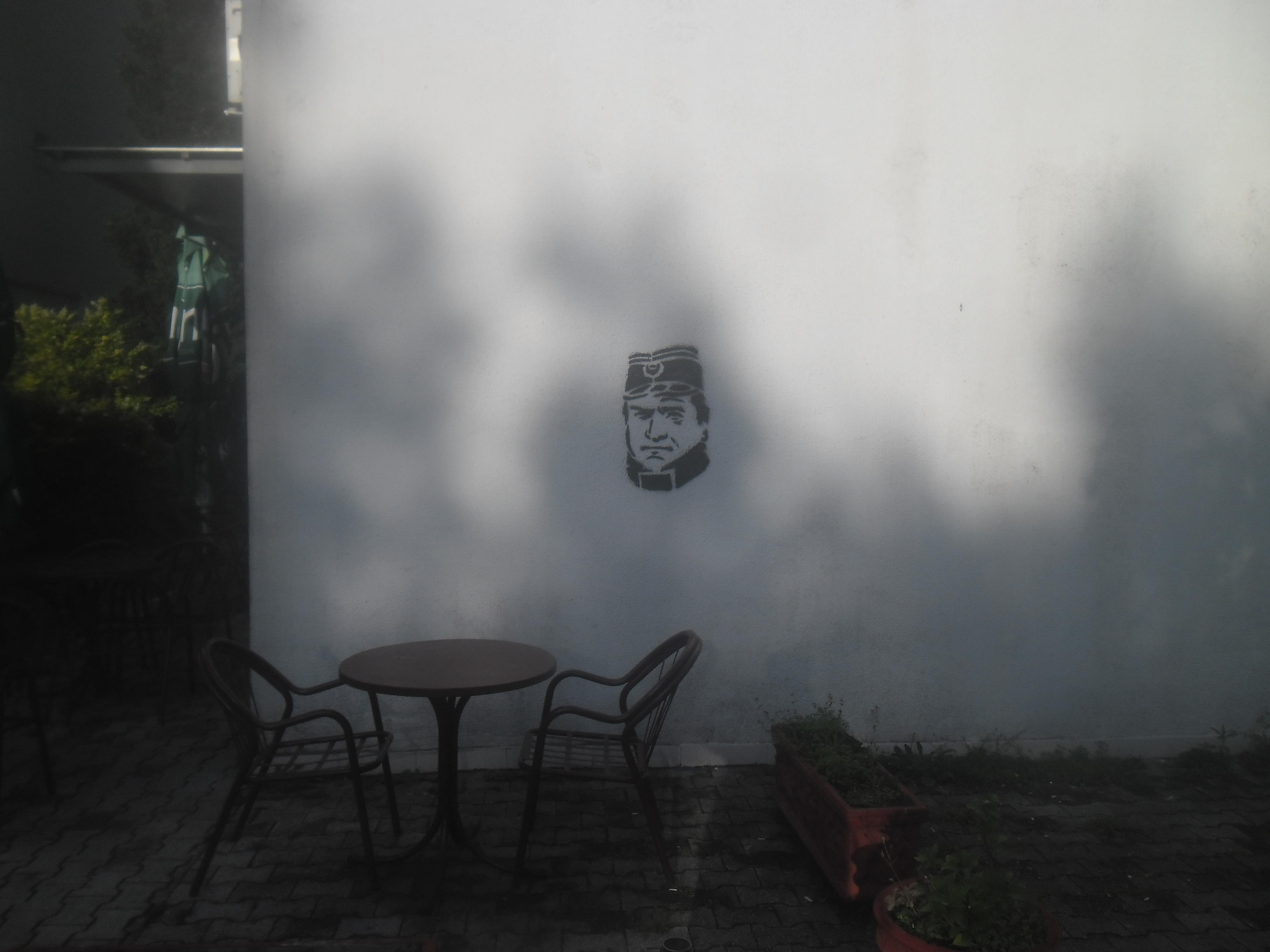
رسم استنسل لملاديتش في بار بالجبل الأسود.

لملاديتش وزوجته بوسيليكا ولدان هما ابن اسمه داركو وابنة اسمها آنا. توفيت آنا في 24 مارس 1994 عن عمر يناهز 23 عام فيما يبدو أنه انتحار. لم تكن متزوجة وليس لديها أطفال.
كانت هناك تقارير متضاربة في مختلف المنشورات الصربية بشأن وفاة آنا ملاديتش واكتشاف جسدها. قالت بعض وسائل الإعلام إنه تم العثور على جثتها في غرفة نومها الملطخة بالدماء وزعم آخرون أنه تم العثور عليها في حديقة قريبة أو في الغابة بالقرب من مقبرة توبتشيدر. ومع ذلك استنتج أنها استخدمت مسدس والدها الذي كان قد حصل عليه في المدرسة العسكرية في شبابه. هناك أيضا آراء متضاربة حول سبب انتحارها حيث كانت إحدى النظريات الأكثر شيوعا هي أنها كانت تحت ضغط هائل من عامة الناس حيث تعرض والدها في كثير من الأحيان للتوبيخ والتدقيق في الصحف الصربية بسبب أفعاله ضد المدنيين في البوسنة والهرسك. كانت هناك نظرية أخرى تنص على أن سبب انتحارها هو وفاة صديقها دراغان الذي قُتل في حرب البوسنة والهرسك. المؤرخة يوجي برييفيتش تؤيد هذه النظرية حيث كتبت أنها قتلت نفسها لمعاقبة والدها لإرسال صديقها للقتال في الصف الأول حيث قُتل ولعدم إخبارها بوفاة الصبي.

## وصلات خارجية
- راتكو ملاديتش على موقع IMDb (الإنجليزية)
- راتكو ملاديتش على موقع الموسوعة البريطانية (الإنجليزية)
- راتكو ملاديتش على موقع مونزينجر (الألمانية)